# Хойдебер
Хойдебер (нем. Heudeber) — деревня в Германии, в земле Саксония-Анхальт, входит в район Гарц в составе общины Нордгарц.
Население составляет 1210 человека (на 31 декабря 2009 года). Занимает площадь 16,06 км².

## История
Первое упоминание о поселении встречается 13 сентября 936 года в дарственных документах Оттона Великого Кведлинбургскому аббатству.
1 января 2010 года, после проведённых реформ, коммуны Аббенроде, Вассерлебен, Данштедт, Лангельн, Феккенштедт, Хойдебер, Шмацфельд, Штапельбург были объединены в общину Нордгарц.